# Tisaniera

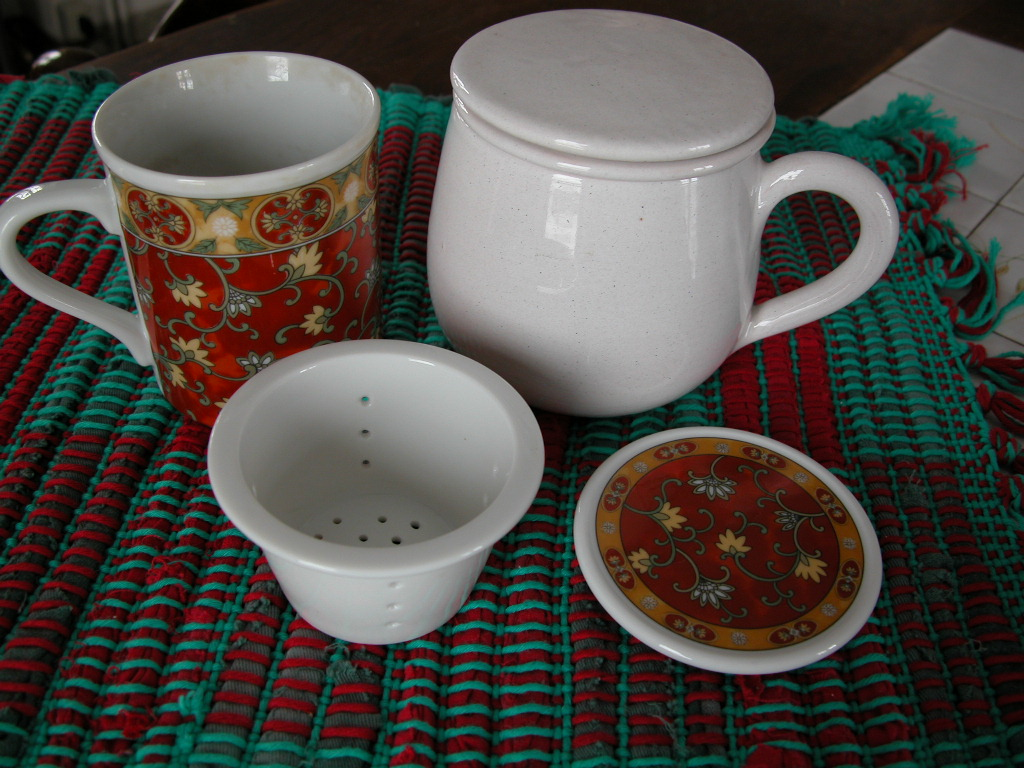
Tisaniere

La tisaniera è un tipo di tazza usata per preparare tisane o tè in porzioni individuali. Viene realizzata in ceramica o porcellana di buono spessore, per mantenere il calore durante l'infusione.

## Struttura
È composta di tre o quattro pezzi separati:
- tazza, di capienza da 250 a 350 ml., con un manico ad ansa
- infusore, che può essere dello stesso materiale della tazza, oppure in retina metallica o plastica
- coperchio, tondo e piatto, senza pomolo, dello stesso materiale della tazza

Eventualmente, tisaniera è accompagnata da un piattino.

## Uso
L'infusore, riempito con le erbe o il tè, viene posto nella tazza. Si versa l'acqua calda e si copre con il coperchio. Quando è terminato il tempo di infusione, si rimuove sia il coperchio che l'infusore e la tisana è pronta per essere sorbita.